# David Primo
David Primo, nascido como David Primovski - em hebraico, דוד פרימו e, em búlgaro, Давид Примо (5 de maio de 1946) é um é um ex-futebolista judeu búlgaro que atuou como volante.

## Carreira
Disputou a Copa do Mundo FIFA de 1970 pela Seleção Israelense.